# Белевалія сарматська
Белева́лія сарма́тська (Bellevalia sarmatica) — багаторічна рослина родини холодкових. Трава з ременеподібним листям і дрібними пурпурово-білими квітами в негустих китичних суцвіттях, зовнішньо схожа на гіацинт. Степовий вид, поширений на Кавказі, в Малій Азії та Причорномор'ї. Маловідома [[декоративні рослини|декоративна культура]. Рідкісна рослина, занесена до [[Червона книга Болгарії|Червоних книг Болгарії], Молдови, Росії а також регіональних списків охоронюваних рослин 9 областей України.

## Опис

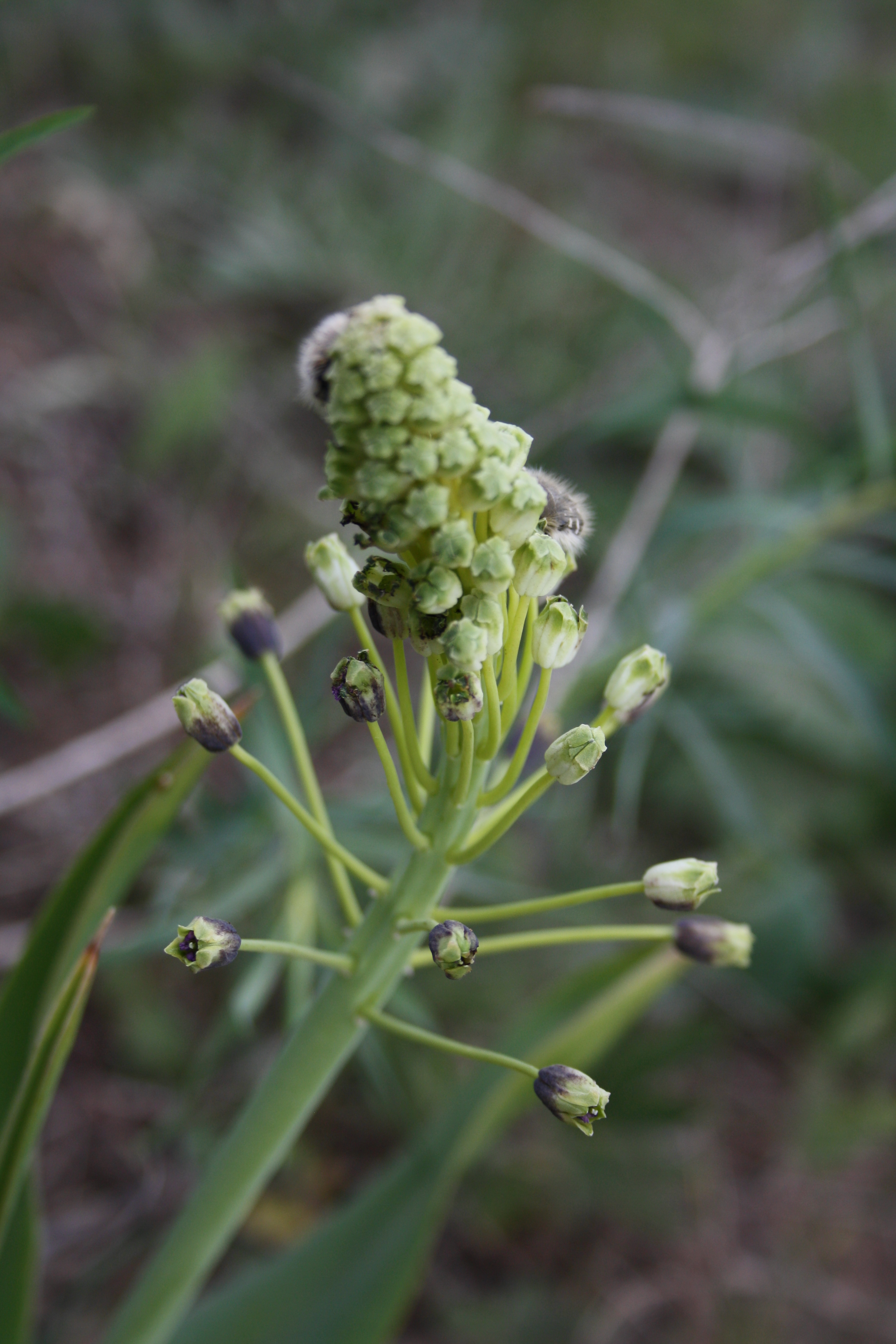
Суцвіття на початку розвитку.

Багаторічна трав'яниста рослина 10—30 (55) см заввишки, полікарпик, геофіт. Цибулина завширшки 2—6 см, овальна чи яйцеподібна, коричнева, тунікатного або напівтунікатного типу (плівчасті оболонки зростаються біля основи). Стебло одиночне, потовщене, безлисте, голе, у верхній частині переходить в квітконос. Листків 3—7, вони зібрані у прикореневу розетку, сидячі, формою широколінійні, ланцетні або ременеподібні, м'ясисті, біля основи звужені, з білим хрящуватим і війчастим краєм, на кінцях загострені, тьмяно-зелені, завдовжки до 20 см. Стебло і листя вкриті малопомітним сизим нальотом.
Суцвіття — багатоквіткова китиця, на початку цвітіння більш-менш щільна, конусоподібна, наприкінці цвітіння витягнута, негуста. Вона несе від 30 до 59 (зрідка до 80) квіток, з яких верхні 7—8 завжди безплідні. Квітконос у нижній частині зелений, біля верхівки часто пурпуровий. Приквітки дуже дрібні, білуваті. Квітконіжки у 4—8 разів довші за квітки, причому верхні коротші за нижні, довжина останніх може сягати 3—8 см. Під час цвітіння квітконіжки спрямовані вгору, часто дугоподібно вигнуті, при достиганні плодів твердішають, сильно подовжуються (нижні до 12—15 см) та відхиляються горизонтально. Їхній колір відповідає кольору тієї частини квітконоса, на якій вони розташовані (тобто від зеленого до пурпурового).
Квіти відносно розмірів суцвіття дрібні, у малих особин непоказні. Оцвітина 6—9 мм завдовжки, трубчасто-дзвоникувата, розсічена на ¼. Її частки прямі, овальноланцетні, втричі коротші за трубку. Колір пелюсток варіює в залежності від віку квітки: в бутонах вони білі, під час цвітіння жовтувато-білі, потім поступово буріють і стають майже суцільно пурпурово-бурими. Оскільки квітки в суцвітті розкриваються поступово, то за кольором вони у ньому розташовані знизу вверх від темних до світлих. Кінчики пелюсток будь-якого віку зберігають неясний зеленкуватий відтінок. Пиляки фіолетові, на довгих тичинкових нитках, що приростають до трубки оцвітини.
Плід — довгаста, тригнізда, світло-коричнева коробочка завдовжки до 2 см, що містить від 2 до 10 насінин. Зазвичай кожна рослина зав'язує 20—38 (у культурі до 50) плодів. Насіння кулясте, темно-фіолетове, вкрите сизим восковим нальотом.
Число хромосом 2n = 8, 12.

## Поширення
Белевалія сарматська — понтичний вид з відносно невеликим ареалом, що майже не виходить за межі Причорномор'я (в найширшому розумінні цього терміну). Західна межа розповсюдження цього виду пролягає через Болгарію, Молдову і схід Румунії. Північний кордон ареалу тягнеться широкою смугою по всій степовій зоні України уздовж берегової лінії Чорного й Азовського морів, причому найпівнічніші осередки цього виду знайдені на кордоні з лісостеповою зоною аж до Бєлгородщини включно. На сході поширення цієї рослини обмежене правобережжям Хопра, пониззями Дону і Волги, Передкавказзям і Північним Кавказом (зокрема, Кабардино-Балкарією, Чечнею). Південна частина ареалу включає Крим, де цей вид доволі чисельний. За межами окресленого регіону белевалія сарматська знайдена лише в Анатолії та на півночі Ірану.
В Україні найбільші популяції цього виду знаходяться на Нагольному кряжі, в долині річки Айдар і в Криму. Характер розповсюдження цієї рослини відбитий в її видовому епітеті «сарматська», оскільки в основних обрисах ареал збігається із зоною розселення прадавнього племені сарматів.

## Екологія
Це світлолюбний і помірно морозостійкий вид, що зростає у степах різних типів. Белевалія сарматська віддає перевагу схилам балок, узліссям і заростям чагарників, у відкритих стаціях менш чисельна. З рослинних угруповань типова для різнотравно-ковилових, кострицево-ковилових і кострицево-полинових степів. Зрідка трапляється як бур'ян у посівах, в розріджених лісосмугах або на перелогах після зернових культур. На півночі ця рослина полюбляє рости на легких супіщаних ґрунтах, на півдні віддає перевагу темно-каштановим ґрунтам і південним чорноземам: карбонатним, потужним і середньопотужним малогумусним. Також здатна розвиватися на глинистих ділянках, в тому числі на солонцюватих буграх. До кількості вологи в ґрунті помірно вимоглива (мезофіт).
Розмножується насінням і вегетативно, але в природі насіннєвий спосіб переважає. Рослини квітнуть не кожного року. Цвітіння в основній частині ареалу триває з квітня по травень, на сході його спостерігають до червня включно. Запилення здійснюють комахи, переважно бджоли. Плодоносить у липні — серпні. Насіннєва продуктивність коливається в широких межах — від 10 до 130 (в культурі до 160) насінин з однієї рослини. Під час плодоношення рослина завдяки розчепіреним твердим квітконіжкам набуває округло-циліндричної форми і перетворюється на перекотиполе. Це сприяє поширенню насіння на великі відстані, що частково компенсує невисоку насіннєву продуктивність цього виду. Белевалія сарматська — одна з небагатьох однодольних рослин, що розповсюджують насіння в такий спосіб, адже більшість рослин-перекотиполе належать до класу дводольних. Польова схожість насіння перевищує 90 %. Сходи з'являються неодночасно: 0,8 % насінин проростає восени, 93 % — взимку, решта — навесні, причому 0,4 % насінин сходять весною другого року.
Белевалія сарматська належить до ефемероїдів — рослин із вкороченим вегетаційним періодом. Листя у неї починає відмирати вже наприкінці червня. Для цього виду характерний тривалий ювенальний розвиток: перші роки життя пагін у молодої рослини взагалі розвивається під землею, в наступні роки на формування кожного надземного пагона (включно із внутрішньоцибулинною фазою) йде до 25 місяців. За перші три роки життя цибулина заглиблюється в землю на 10 см, у старіших особин вона може бути на глибині до 20 см. В умовах культури рослини вперше квітнуть на 5—6-му році життя.
До природних ворогів цієї рослини відносять оленок, які живляться квітами, та сліпаків, що їдять цибулини.

## Значення і статус виду
Господарське значення цієї рослини невелике. Попри те, що белевалія сарматська іноді трапляється у посівах, справжнім бур'яном вона не є, оскільки не утворює суцільних заростей і не витісняє інші рослини. Вид належить до декоративних рослин, однак в аматорському садівництві малознаний, здебільшого його вирощують у спеціалізованих закладах, наприклад, ботанічних садах наукових установ. В культурі белевалія сарматська показала себе довговічною і плідною рослиною, однак у північно-східних районах недостатньо зимостійка.
Природна малочисельність цього виду, низький коефіцієнт насіннєвого розмноження, а також приуроченість до земель, цінних у сільському господарстві, роблять його уразливим перед антропогенним впливом. Белевалія сарматська повсюдно страждає від розорювання степів, надмірного випасання худоби, спалювання трави і раннього косіння. У сприятливих умовах густина популяцій цієї рослини може сягати 100—137 особин на ар, хоча зазвичай її осередки представлені поодинокими особинами. Найбільші за розміром популяції белевалії сарматської існують в Ростовському заповіднику, який посідає чільне місце в охороні цього виду. Їхня площа коливається від 0,25 до 1,5 км², кожне з таких скупчень налічує від 1 до 16 мільйонів особин. В Болгарії в одній з популяцій зафіксовані природні коливання чисельності від 20 до 600 особин без антропогенного впливу.
Задля збереження виду в Молдові цю рослину успішно розмножують у культурі in vitro. В Росії та Болгарії її насіння зберігають у генетичних банках. В Болгарії, Молдові, Росії ця рослина занесена до національних Червоних книг, в Україні включена до регіональних списків охоронюваних видів у 9 областях.
Список природоохоронних документів, в які включено белевалію сарматську
В Україні:
- Офіційний перелік регіонально рідкісних рослин Дніпропетровської області;
- Офіційний перелік регіонально рідкісних рослин Запорізької області;
- Офіційний перелік регіонально рідкісних рослин Київської області;
- Офіційний перелік регіонально рідкісних рослин Кіровоградської області;
- Офіційний перелік регіонально рідкісних рослин Миколаївської області;
- Офіційний перелік регіонально рідкісних рослин Одеської області;
- Офіційний перелік регіонально рідкісних рослин Полтавської області;
- Офіційний перелік регіонально рідкісних рослин Харківської області;
- Офіційний перелік регіонально рідкісних рослин Херсонської області[7].

В інших країнах:
- Червона книга Болгарії[4];
- Червона книга Республіки Молдова (2015)[17];
- Червона книга Російської Федерації (2008)[14];
- Червона книга Бєлгородської області (2005)[8];
- Червона книга Волгоградської області (2017)[9];
- Червона книга Воронезької області (2018)[13];
- Червона книга Краснодарського краю (2017)[3];
- Червона книга Республіки Дагестан (2009)[18];
- Червона книга Республіки Калмикія (2014)[11];
- Червона книга Республіки Північна Осетія — Аланія (1999)[19]
- Червона книга Ростовської області (2014)[12];
- Червона книга Ставропольського краю. (2002)[15].

## Таксономія
Перший науковий опис рослини здійснив Петер-Симон Паллас, однак він помилково визначив цей таксон як один з видів гіацинтів. У 1927 році російський ботанік Юрій Воронов переглянув класифікацію і виділив його в окремий рід белевалія. Пізніше белевалію сарматську деякі систематики стали розглядати як синонім Bellevalia speciosa, зокрема, цей погляд відбиває таксономічна база сайту The Plant List і Національна мережа інформації з біорізноманіття. Разом з тим, у східноєвропейських наукових колах переважає думка, що це окремий вид. Її підтверджують генетичні дослідження, які виявили, що попри зовнішню схожість із Bellevalia speciosa белевалія сарматська насправді стоїть ближче до Bellevalia dubia і Bellevalia webbiana.
Через цю таксономічну плутанину атрибуцію цього виду подають у різних варіантах, як:
- Bellevalia sarmatica (Pall. ex Miscz.) Woronow, 1927;
- Bellevalia sarmatica (Pall. ex Georgi) Woronow, 1935.

Інших наукових, а також народних синонімів для цього таксону не зареєстровано.
До неоднозначного тлумачення таксономічного рангу цієї рослини додається ще й систематична невизначеність: за різними класифікаціями белевалію сарматську відносять то до родини Гіацинтових (цей погляд вважається застарілим), то до родини Холодкових (ця позиція у XXI столітті переважає).